# Charles Duveyrier
Charles Duveyrier (ur. 12 kwietnia 1803 w Paryżu; zm. 10 listopada 1866 w Paryżu) – francuski dramaturg, adwokat.

## Życiorys
Jeden z najaktywniejszych agitatorów rewolucji lipcowej. Poświęciwszy się literaturze napisał wiele sztuk dla teatru między innymi "Fante de s'entendre" i "Le comite de bienfoisance". Wydawał pismo "l’Avenir et les Bonaparte".
Był bratem dramaturga Mélesville.